# Мануел Калдас
Мануел Калдас (порт. Manuel Caldas; пуно име порт. Manuel António Barbosa Caldas da Costa;  6. август 1959) је португалски историчар стрипа, рестауратор, уредник, издавач, колекционар и библиофил.
Рођен је у Паредеш де Коура (округ Вијана до Кастело), живи у Повоа де Варзим. Основао је фанзин за историју стрипа Немо (Nemo, fanzine sobre banda desenhada) марта 1986. године. Неке текстове је потписивао псеудонимима (порт. M. Noël Hantónio; Nuno Neves итд). У 21. веку, након сарадње са другим предузећима на репринтима класичних стрипова, Калдас сада објављује књиге на португалском и шпанском под сопственом етикетом „Libri Impressi“.
Стручњак је међународног угледа за класични амерички стрип, нарочито за дело Харолда Фостера. Објавио је књигу о Принцу Валијанту на португалском и шпанском — Фостер и Вал: Дела и дани творца Принца Валијанта (порт. Foster e Val: Os Trabalhos e os Dias do Criador de "Prince Valiant"; издања 1989, 1993. и 2006. године). 
Дигиталне рестаурације цртежа које Калдас ради на основу новинских и других отисака, користе међународни издавачи у случајевима када оригинални радови нису доступни. Рестаурирао је и/или објавио радове таквих аутора као што су Харолд Фостер („Принц Валијант“, „Тарзан“), Ворен Тафтс („Ленс“, „Кејси Раглс“), Хозе Луис Салинас и Род Рид  („Циско Кид“), Рас Манинг („Тарзан“), Дик Браун („Хогар Страшни“), Мик („Ферд'нанд“), Лајонел Фајнингер („Кин-дер кидс“), Џорџ Херимен („Маца Шиза“), Клиф Стерет („Dot & Dash“), Гистав Доре, Питер Њуел, Милт Грос...
За дела неких класичних мајстора, попут Ворена Тафтса, Калдасове рестаурације су прва технички достојна монографска објављивања у историји светског стрипа.